# 22927 Blewett
22927 Blewett este un asteroid din centura principală de asteroizi.

## Descriere
22927 Blewett este un asteroid din centura principală de asteroizi. A fost descoperit pe 4 octombrie 1999 la Socorro, New Mexico, în cadrul proiectului LINEAR. Asteroidul prezintă o orbită caracterizată de o semiaxă mare de 2,44 ua, o excentricitate de 0,16 și o înclinație de 4,5° în raport cu ecliptica.